# Amt Odervorland
Amt Odervorland – związek gmin (Amt) w Niemczech, leżący w kraju związkowym Brandenburgia, w powiecie Oder-Spree. Siedziba związku znajduje się w miejscowości Briesen (Mark).
W skład związku wchodzą cztery gminy:
1. Berkenbrück
2. Briesen (Mark)
3. Jacobsdorf
4. Steinhöfel

Do 31 grudnia 2013 do urzędu należała gmina Madlitz-Wilmersdorf, która dzień później została rozwiązana. 1 stycznia 2019 do urzędu przyłączono gminę Steinhöfel.